# Kōta Yoshihara
Kōta Yoshihara (吉原 宏太?, Yoshihara Kōta; Osaka, 2 febbraio 1978) è un ex calciatore giapponese, di ruolo attaccante.